# Шкиенери
Шкие́нери (латыш. Šķieneri) — населённый пункт в Гулбенском крае Латвии. Входит в состав Страдской волости. Находится примерно в 3 км к югу от города Гулбене. По данным на 2015 год, в населённом пункте проживало 425 человек.

## История
В советское время населённый пункт входил в состав Страдского сельсовета Гулбенского района. В селе располагалась кислородная станция Гулбенского районного объединения «Латвсельхозтехники».